# Werner Heuser

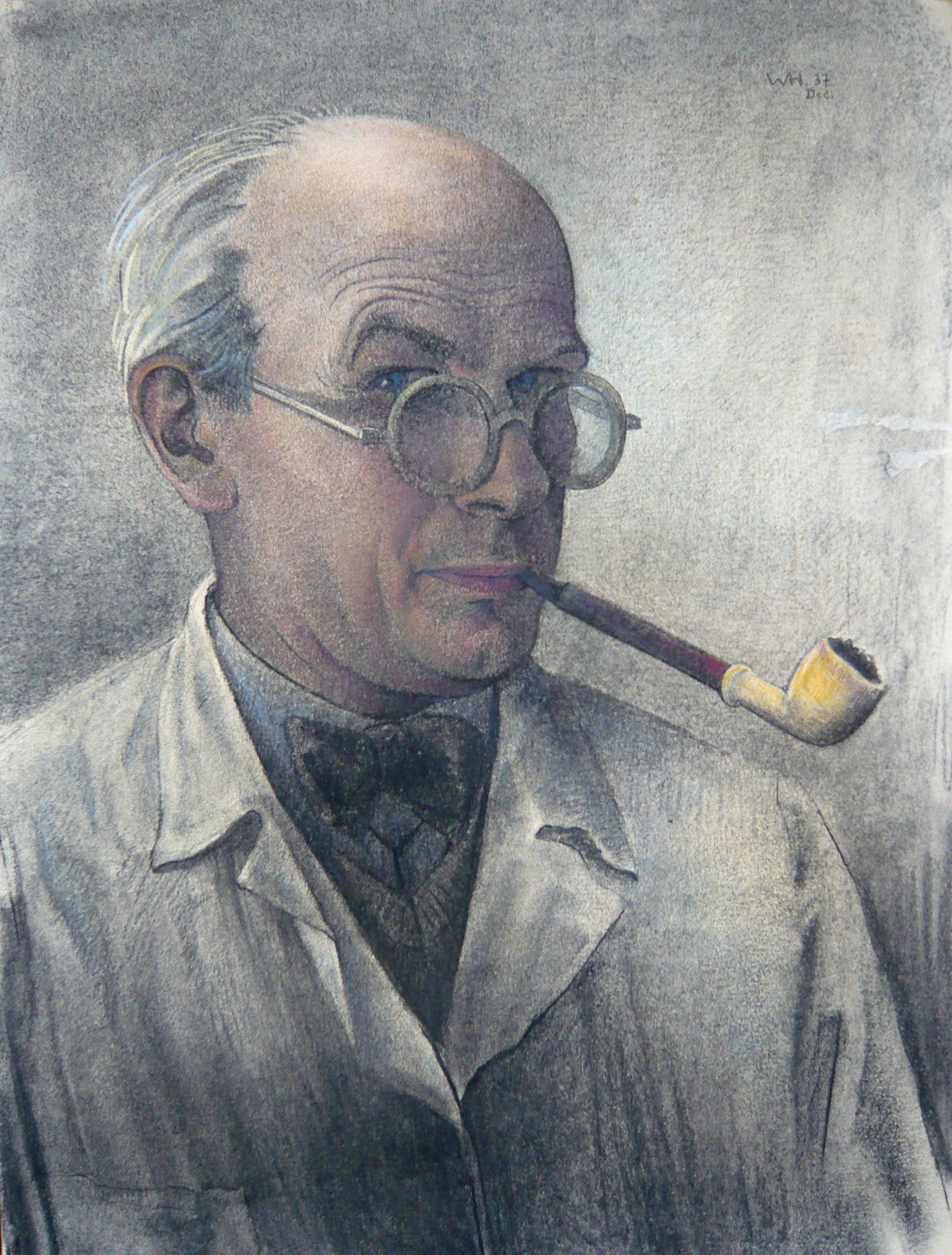
Werner Heuser, Selbstbildnis (1937)

Werner Heuser (* 11. November 1880 in Gummersbach; † 11. Juni 1964 in Düsseldorf) war ein deutscher Maler und Zeichner. Er war seit 1926 Professor an der Kunstakademie in Düsseldorf und wurde 1937 als „entarteter Künstler“ seines Amtes enthoben. Nach dem Zweiten Weltkrieg baute er die Akademie als ihr Direktor wieder auf.

## Leben

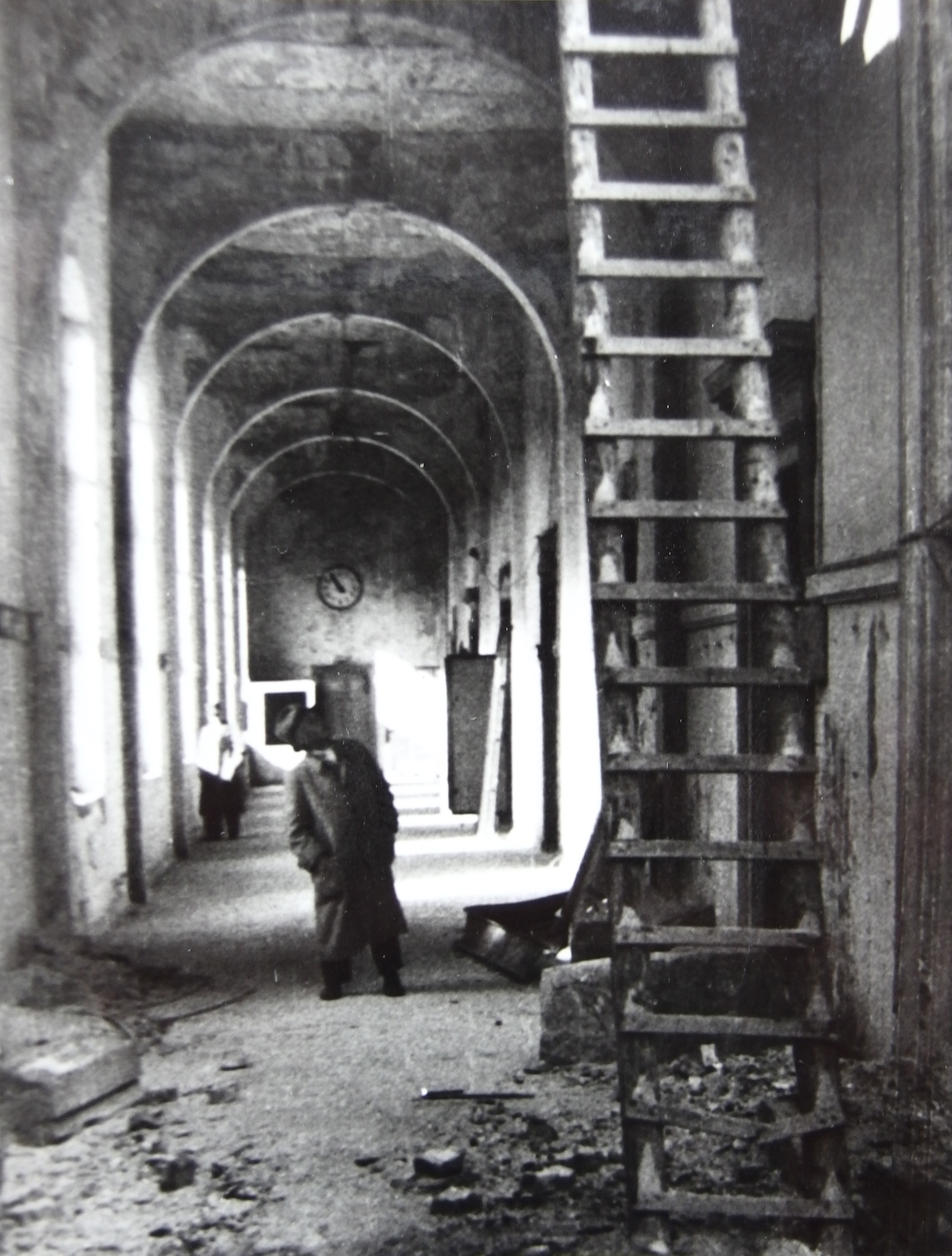
Werner Heuser im Gang der Kunstakademie Düsseldorf, Januar 1946

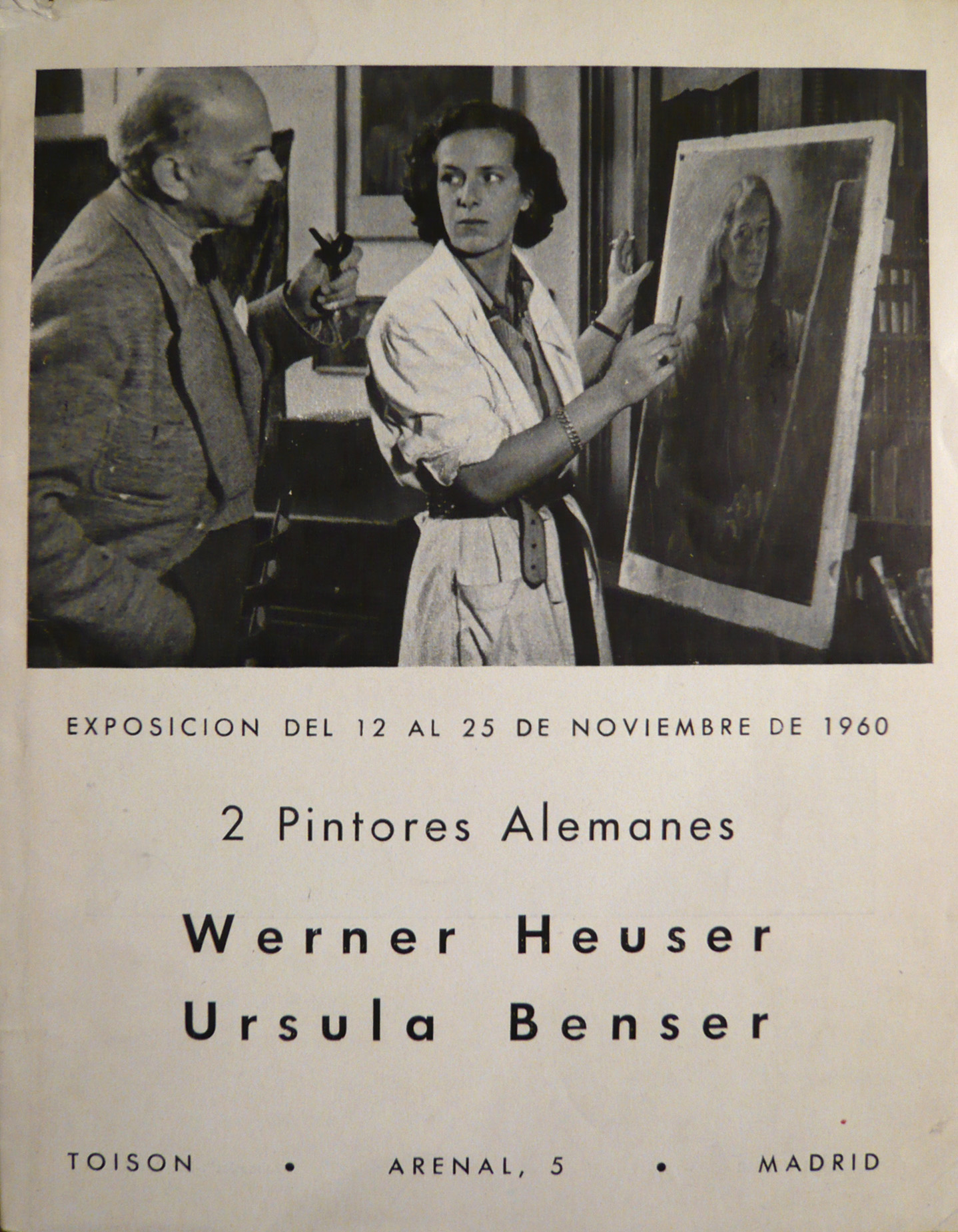
Ausstellung Werner Heuser mit Tochter Ursula Benser in Madrid, 1960

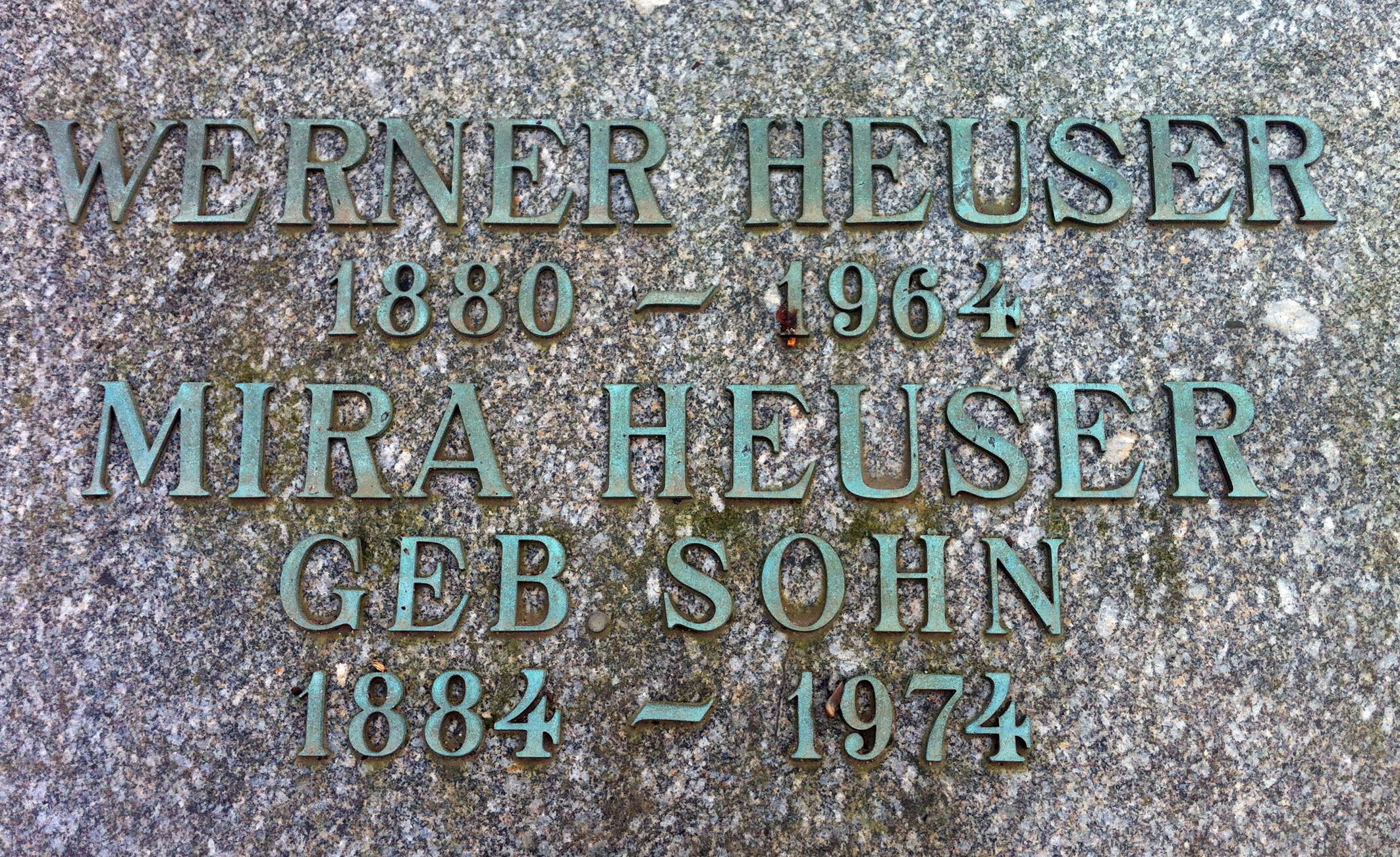
Grabstein Nordfriedhof

Der Vater Franz Eugen Heuser (1847–1900), Sohn von Johann Peter Heuser d. J. (1803–1849) und Emma Pollmann (1814–1905), Enkel von Johann Peter Heuser d. Ä. (1726–1809), war Fabrikant einer Kunstwollspinnerei. Die Mutter Eugenie (1849–1920) war eine geborene Hoestermann.
Als Werner Heuser ein Jahr alt war, verließ der Vater seine Familie, brannte mit Barbara Christina Scheid (1856–1910), der Gattin des Nachbarn, durch und emigrierte nach New Braunfels, Comal County in Texas (USA), wo er unter dem Namen Eugen Kailer Ende des 19. Jahrhunderts Herausgeber der Neu-Braunfelser Zeitung wurde. Die Mutter, schwer erschüttert, übergab die Erziehung von Werner und seinen Brüdern Johann Peter Eugen (1873–1921) und Kuno (1876–1918) zeitweise an eine Tante, genannt Thekla, in Bonn.
Werner Heuser besuchte bis 1896 Gymnasien in Bonn und Siegburg. 1897 folgte eine Lehre bei Villeroy & Boch, hier wohnte er bei einem Vetter in Merzig. Nach Abschluss ging Werner Heuser 1900 nach Düsseldorf und studierte an der Kunstgewerbeschule und an der Kunstakademie Düsseldorf unter anderen bei Peter Janssen, Adolf Maennchen und Eduard Gebhardt.
In Düsseldorf lernte er durch Karli Sohn-Rethel auf einem Fastnacht-Fest im Künstlerverein Malkasten seine zukünftige Frau Mira Sohn-Rethel (1884–1974) kennen, eine Enkelin des Künstlers Alfred Rethel, Tochter von Else und Karl Rudolf Sohn, und sie verlobten sich.
Werner Heuser folgte zum Wintersemester 1904 Karli Sohn-Rethel an die Königliche Kunstakademie in Dresden, um bei Carl Bantzer zu lernen, und wählte Landaufenthalte in der Willingshäuser Malerkolonie, um zu reifen. Mit Otto Sohn-Rethel folgte eine Studienreise 1905 nach Rom, mit Aufenthalt in der Villa Strohl-Fern, nahe den Gärten der Villa Borghese. Hier traf er wieder auf Mira, welche sich mit ihren Eltern für einige Wochen in Rom aufhielt. Ihr Vater Karl Rudolf Sohn willigte in die Hochzeit ein.
Am 11. Oktober 1907 heiratete Werner Heuser Mira Sohn-Rethel in Düsseldorf.
Die Hochzeitsreise ging über Venedig nach Rom und dauerte von 1908 bis 1914. Im Park der Villa Strohl-Fern bewohnten Werner und Mira Heuser ein Künstlerstudio. Hier lebte er in engster Arbeitsgemeinschaft mit Karl Hofer, Hermann Haller, dem Amerikaner Maurice Sterne sowie seinen Schwägern Otto Sohn-Rethel und Karli Sohn-Rethel. Am 12. April 1909 wurde in Rom der Sohn Klaus Heinrich (Claudio Enrico) geboren. Klaus Heuser ist eine der Hauptpersonen in dem Roman Königsallee von Hans Pleschinski.
Im Sommer 1909, nach einem kurzen Aufenthalt in Düsseldorf, reiste Werner Heuser mit Frau und Kind nach Frankreich, sie besuchten Hermann Haller in seinem Haus am Meer, welches in der Nähe von Arcachon lag. Winter 1909 mietete sich Heuser ein Atelier im Pariser Montparnasse und schloss sich dem Kreis der Maler an, die im Café du Dôme ihr Hauptquartier hatten. Er war vertraut mit Henri Matisse, Pablo Picasso, Ernesto de Fiori, Rudolf Levy und weiteren anderen „Montparnassiens“.
Im Winter 1913/14 gründete Heuser mit Ernst Isselmann, Hans Dornbach u. a. die Rheinische Künstlervereinigung, Sitz Köln, die im Januar 1914 eine erste Ausstellung in den Räumen des Kölnischen Kunstvereins organisierte. Es folgte ein kurzer Aufenthalt in Berlin und im Frühjahr 1914 die Teilnahme an der ersten Ausstellung der Freie Secession in Berlin.
1915 wurde die Tochter Ursula geboren, die von 1930 bis 1935 an der Kunstakademie Düsseldorf unter anderem bei Paul Bindel studierte.
Während des Ersten Weltkrieges war Werner Heuser ab 1914 Sanitäter, dann Delegierter des Roten Kreuzes in Kiew und Sewastopol. In diesen vier Jahren lernte er ein erschütterndes Maß an Leid und Elend kennen und erlebte den Zusammenbruch und Rückzug aus Russland. Zurückgekehrt ließ er sich dauerhaft in Düsseldorf nieder.
1919 gehörte Werner Heuser mit den Malern Heinrich Nauen, Adolf Uzarski, Arthur Kaufmann, Carlo Mense und Walter Ophey sowie dem Architekten Wilhelm Kreis zu den ersten Mitgliedern der Künstlervereinigung Das Junge Rheinland. Später war er Mitglied der 1923 von ihr abgespaltenen Rheingruppe. 1919 fertigte Werner Heuser Lithografien für den Gedichtband Der Vorläufer von Wolfgang Petzet, der im Dachstube-Verlag erschien. 1920 beteiligte er sich an der großen Expressionismus-Ausstellung in Darmstadt.
Die Sommermonate verbrachte Werner Heuser oft mit seiner Frau und seinen Kindern in Hiddensee und Kampen auf Sylt. Hier freundete er sich unter anderen mit der Familie von Thomas Mann an. Werners Sohn, der siebzehnjährige Klaus Heuser († 1994), über den Mann notierte, er sei seine „nach menschlichem Ermessen letzte Leidenschaft“, dürfte wohl in die Figur des Joseph eingeflossen sein.
Für das vom Architekten Wilhelm Kreis anlässlich der GeSoLei 1926 erbaute Planetarium fertigte Heuser eines der Zwickelbilder, welches am gleichen Ort in der heutigen Tonhalle hängt.
Seit 1922 war Heuser wohnhaft in der Kaiserstraße 53 am Hofgarten, mit Atelier ab 1925 Am Wehrhahn 10d. 1926 erfolgte der Ruf an die Kunstakademie Düsseldorf als Professor für Zeichnen und Komposition. Seine Professorenkollegen, mit denen er beruflich-freundschaftlichen Verkehr pflegte, waren Heinrich Campendonk, Max Clarenbach, Paul Klee, Ewald Mataré, Heinrich Nauen, Wilhelm Schmurr und Alexander Zschokke.
Um 1932, zeitgleich mit seinem ehemaligen Schüler Gottfried Brockmann, erhielt Heuser ein Atelier im Atelierhaus der Akademie Eiskellerberg 1/3, welches er noch bis 1938 halten konnte. Zwischenzeitlich hatte die Familie Heuser das Sohn-Rethel Haus in der Goltsteinstraße 23 bezogen. Im Juli 1936 verließ sein Sohn Klaus, als gelernter Exportkaufmann, Deutschland und ging in den Fernen Osten.
1937 wurden in der Nazi-Aktion „Entartete Kunst“ Bilder Heusers aus dem Stadtbesitz von Berlin, den Kunstsammlungen der Stadt Düsseldorf, der Städtischen Galerie Nürnberg, dem Nassauischen Landesmuseum Wiesbaden, der Anhaltinischen Gemäldegalerie Dessau, dem Museum für Kunst und Heimatgeschichte Erfurt, dem Museum Folkwang Essen, dem Kestner-Museum Hannover und dem Kaiser-Friedrich-Museum Magdeburg beschlagnahmt. Die meisten wurden danach zerstört. Zwei Ölgemälde wurden auf der Wanderausstellung "Entartete Kunst" vorgeführt, darunter Taufe (100 × 80 cm, 1919), das die Düsseldorfer Sammlungen 1919 zu 10000,00 Papiermark erworben hatten. Ihr Verbleib ist ungeklärt.
1937 wurde Werner Heusers Vertrag an der Kunstakademie nicht verlängert. Freunde der Familie, insbesondere Paul Clemen, setzten sich für ihn ein. Und so wurde ihm, „dem ehemaligen künstlerischen ausserordentlichen Lehrer an der Staatlichen Kunstakademie (…) vorbehaltlich und jederzeitigen Widerrufs (…)“ (Schreiben des Reichsminister für Wissenschaft, Erziehung und Volksbildung V c 442, Berlin W 8, vom 6. März 1943 an den Herrn Regierungspräsidenten als Kurator der Staatlichen Kunstakademie, in Düsseldorf), bis März 1943, und von da an nochmals bis März 1946, eine laufende Unterstützung von zweihundert Reichsmark gewährt.
Als Künstler arbeitete er weiter und zog sich vor Kriegsbeginn alleine nach Sanary zurück. Später folgte er seiner Frau und Tochter ins Allgäu, dann in den Breisgau. 1943 wurde das Familienhaus auf der Goltsteinstraße 23 in Düsseldorf durch eine Brandbombe mitsamt allen gesammelten Kunstwerken zerstört. Heuser folgte seiner Frau Mira und Tochter Ursula, welche auf Schloss Bollschweil bei Freiherr von Holzing untergekommen waren. Dort erhielt er im August 1945 ein Schreiben: „Ich würde es sehr begrüßen, wenn Sie recht bald hier zurückkehren wollten. Herr Dr. Peter Esser wird Ihnen über alles im einzelnen berichten. Jedenfalls ist mir sehr gelegen, daß Sie mit Ihrer Persönlichkeit und dem großen Maß Ihrer Erfahrung bei dem Wiederaufbau der Kunstakademie und ihres künstlerischen Lebens mitwirken möchten.“ (Dr. Busley, Referent für Kultur und Denkmalpflege beim Oberpräsidenten der Nord-Rheinprovinz.)
Werner Heuser an den Stadtkommandanten Freiburg im Breisgau (mit der Bitte um Weiterleitung an den Herrn Vorsitzenden der Alliierten Kommission), September 1945: „Als Professor an der Staatl. Kunstakademie in Düsseldorf wurde ich von der nationalistischen Partei als nicht erwünscht angesehen, verlor meine Stellung, musste der Geheimen Staatspolizei Bilder ausliefern und anerkannte Persönlichkeiten, die für mich eintraten, setzten sich Gefahren aus. […] Für die von mir und meiner Familie vertretene Gesinnung wird unter anderem gerne unser langjähriger Freund Thomas Mann bürgen können.“
Nach dem Ende der nationalsozialistischen Herrschaft kehrte er nach Düsseldorf zurück. Der Schauspieler Peter Esser nahm ihn und seine Frau in seinem Haus in Alt-Meererbusch bei Düsseldorf auf. Am 13. Oktober 1945 wurde er wieder als Professor der Kunstakademie eingesetzt, am 15. Oktober 1945 kam die Berufung zum Mitglied des Personalausschusses und trat am 1. November 1945 trat er seinen Dienst als Lehrer wieder an. Am 7. Januar 1946 kam die Ernennung zum kommissarischen Direktor der Akademie. Am 31. Januar 1946 wurde die Staatliche Kunstakademie von Werner Heuser wiedereröffnet. Er baute die Einrichtung wieder auf und konnte namhafte Künstler wie Heinrich Kamps, Otto Pankok, Ewald Mataré und Theo Champion als Lehrkräfte verpflichten. 1949 übergab er sein Amt an Heinrich Kamps, welcher dann den Aufbau vollendete, und schied als Leiter und Professor aus der Akademie aus, um sich ganz seiner Kunst zu widmen.
Als eine der wenigen keiner Partei angehörenden Personen wurde er 1946 zum Mitglied des Ernannten Landtages von Nordrhein-Westfalen bestimmt. Den Status als vollwertiger Abgeordneter verlor er aber bald wieder und war seither Sachverständiger im Kulturausschuss des Landtages.

„Viel schlimmer als der Ignorant
ist in der Kunst der Dilettant,
denn was bei ersterem völlig fehlt,
wirkt sich beim letzteren aus und quält
und wo der eine nur negiert
wird bei dem anderen malträtiert,
sodass entschieden ohne Kunst
man besser thut als sie verhunzt.“

Am 5. Juni 1948 wurde die Gründung des Landesverbandes Bildender Künstler Nordrhein-Westfalen e.V, welcher auf die die ehemalige Gewerkschaft Kunst zurückgeht, offiziell vollzogen. Werner Heuser eröffnete als Gründungspräsident die erste Generalversammlung des Landesberufsverbandes im Sitzungssaal des Vereins der Deutschen Eisenhüttenleute zu Düsseldorf. Bedingt durch die Währungsreform und den daraus resultierenden Beitragsschwund folgte kurz darauf die erste Krise des Verbands, die zur Neustrukturierung unter dem neuen Namen Wirtschaftsverband Bildender Künstler NRW im Jahre 1953 führte.
Werner Heuser war Mitglied im Deutschen Künstlerbund, außerdem Mitglied im Verein zur Veranstaltung von Kunstausstellungen und im „Künstlerverein Malkasten“ bis zu seinem Tod.
Am 11. Juni 1964 starb Werner Heuser in Düsseldorf an Herzversagen. Sein Grab befindet sich auf dem Nordfriedhof Düsseldorf.

## Werk
Heuser gehörte zu den ersten Mitgliedern des Jungen Rheinlands und hatte mehrfache Beteiligung an Ausstellungen. Er malte meist mit Buntstiften. Er verband zeichnerische Technik mit expressivem Ausdruck. Er galt als ein Meister der figürlichen Komposition. Als Motive wählte er häufig gesellschaftliche Außenseiter, etwa Zigeuner oder Clowns. Er widmete sich aber auch Themen wie Tod und Wahnsinn. Daneben ist er aber auch mit Landschaften bekannt geworden. Auch griff er wiederholt christliche Themen auf.
Werke Heusers sind heute in Museen verschiedener Staaten und in privaten Sammlungen vorhanden.

## Ausstellungen
- 1912: Sonderbund-Ausstellung, Städtische Ausstellungshalle am Aachener Tor, Köln[15], mit Weiblicher Akt und Ballett[16]
- 1914: Rheinische Künstlervereinigung, Kölner Kunstverein
- 1914: Ausstellung Freie Secession, Berlin
- 1919: Nassauischer Kunstverein, Wiesbaden
- 1919: Galerie Hans Goltz, München
- 1920: Galerie Alfred Flechtheim, Düsseldorf
- 1920: Galerie Herbert Cramer, Frankfurt am Main[17]
- 1920: Beteiligung an der Expressionismus Ausstellung, Darmstadt
- 1921: Galerie Alfred Flechtheim, Düsseldorf
- 1921: Große Berliner Kunstausstellung
- 1925: Große Kunstausstellung Düsseldorf, Abt. II u. III (zeitgenössisch)
- 1928: Deutsche Kunst, Kunstpalast, Düsseldorf
- 1931: in den Ausstellungsräumen der Porza, Berlin
- 1940: Deutsche Kunst, Amsterdam
- 1941: Große Deutsche Kunstausstellung, München[18]
- 1942: Düsseldorfer Kunstausstellung, Herzog Anton Ulrich-Museum, Braunschweig
- 1943: Espositione Arte contemporanea di Duesseldorf, Palazzo Strozzi, Gastausstellung Düsseldorfer Künstler, Florenz
- 1946: Rheinische Sezession, Städtische Kunsthalle, Düsseldorf
- 1947: Kunstkabinett von Roman Norbert Ketterer, Stuttgart
- 1947: Osthaus Museum Hagen, Westdeutscher Künstlerbund, Hagen
- 1950: Kunstverein für die Rheinlande und Westfalen, Düsseldorf
- 1952: Kunstpalast, Ehrenhof, Große Weihnachtsausstellung der bildenden Künstler von Rheinland und Westfalen, Düsseldorf
- 1953: Kunstpalast, Ehrenhof, Große Weihnachtsausstellung der bildenden Künstler von Rheinland und Westfalen, Düsseldorf
- 1955: Kunstverein für die Rheinlande und Westfalen, Düsseldorf
- 1956: Galerie Wolfgang Gurlitt, München
- 1960: Galería Toisón, Arenal 5, Madrid (zusammen mit seiner Tochter Ursula Benser)
- 1965: Kunstverein für die Rheinlande und Westfalen, Düsseldorf
- 2011: Rendezvous der Maler I – Malerei an der Kunstakademie Düsseldorf von 1946 bis 1986
- 2013: Galerie Remmert und Barth, Düsseldorf
- 2016: Ausstellung Sommersonne, Museum Kunstpalast, mit Holzschnitt Frau am Meer (1920), Kunstwerk des Monats Oktober 2016[19]

## Werke (Auswahl)

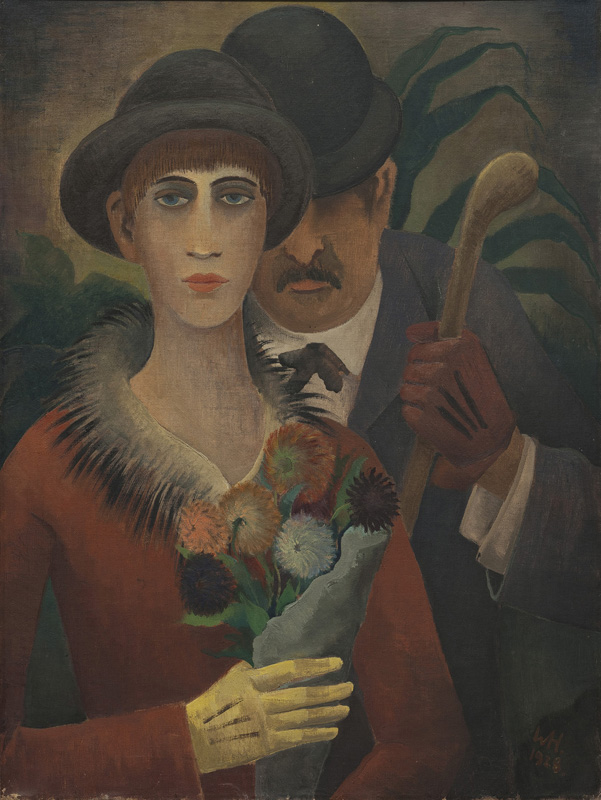
In den Anlagen 1928
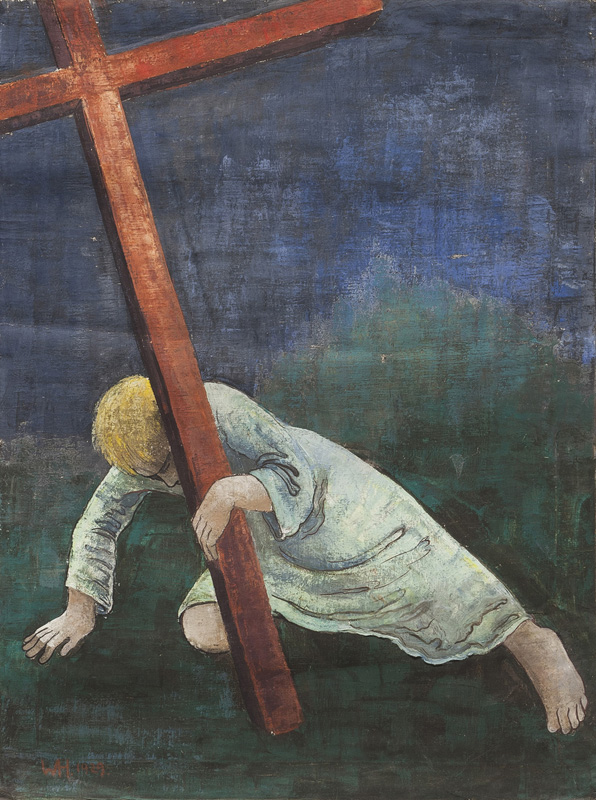
Jesus fällt das erste Mal 1929
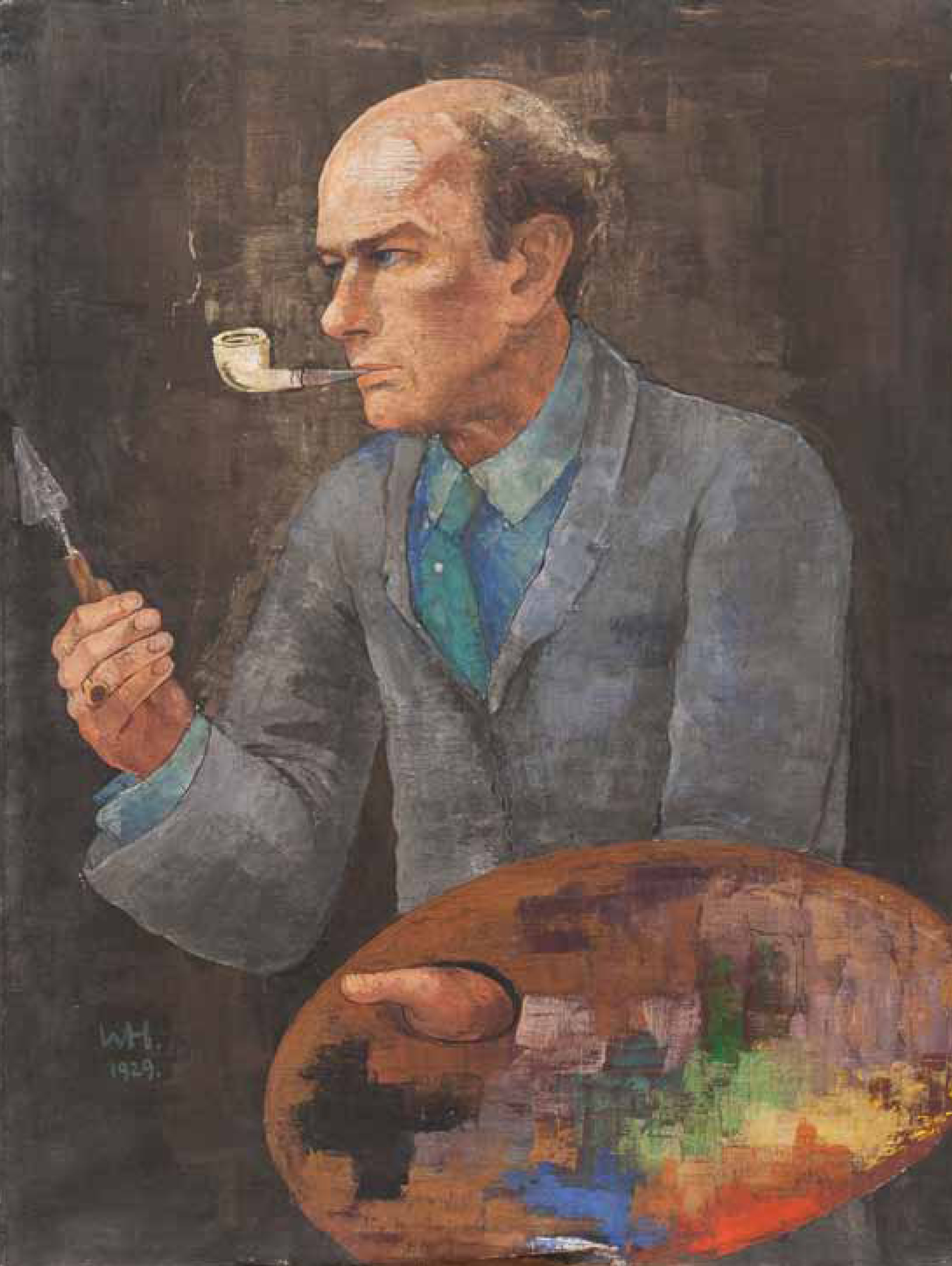
Selbstbildnis 1929
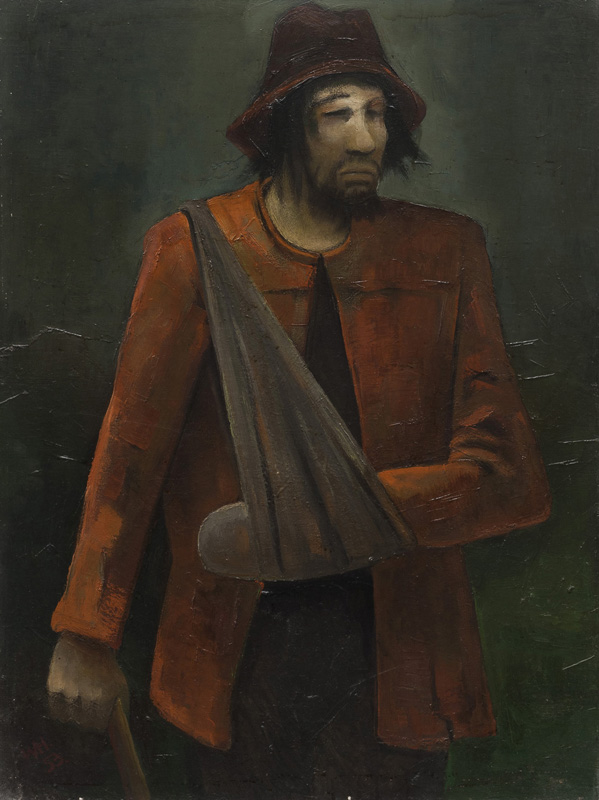
Heimkehrer 1952
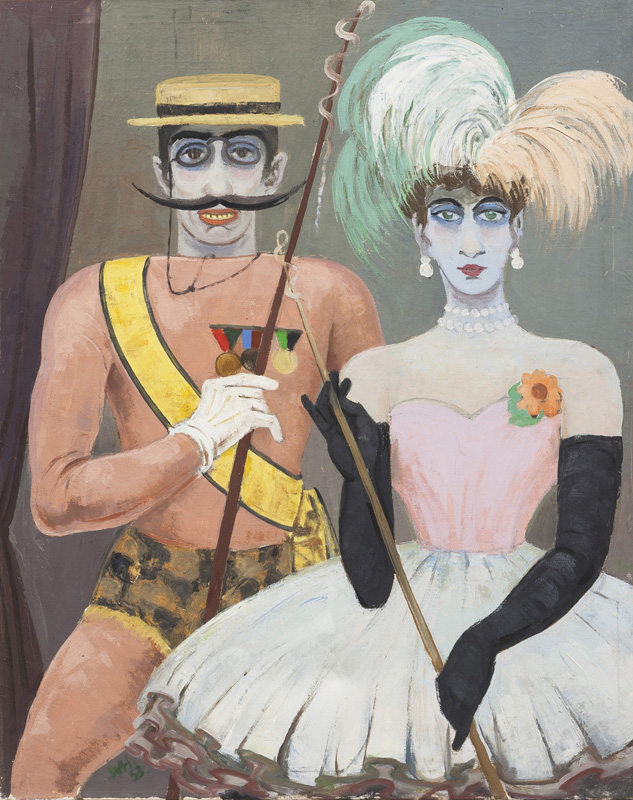
Carneval 1953
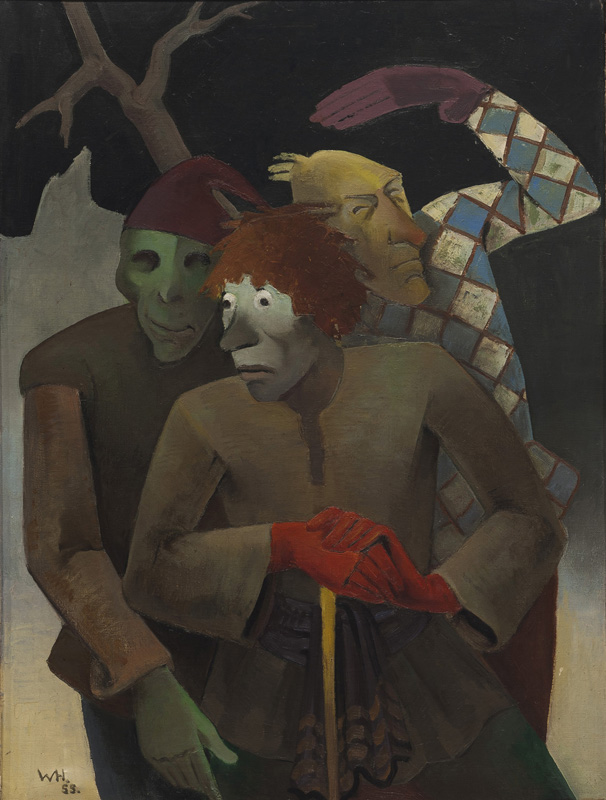
„Trio“ Ritter Tod und Teufel 1955
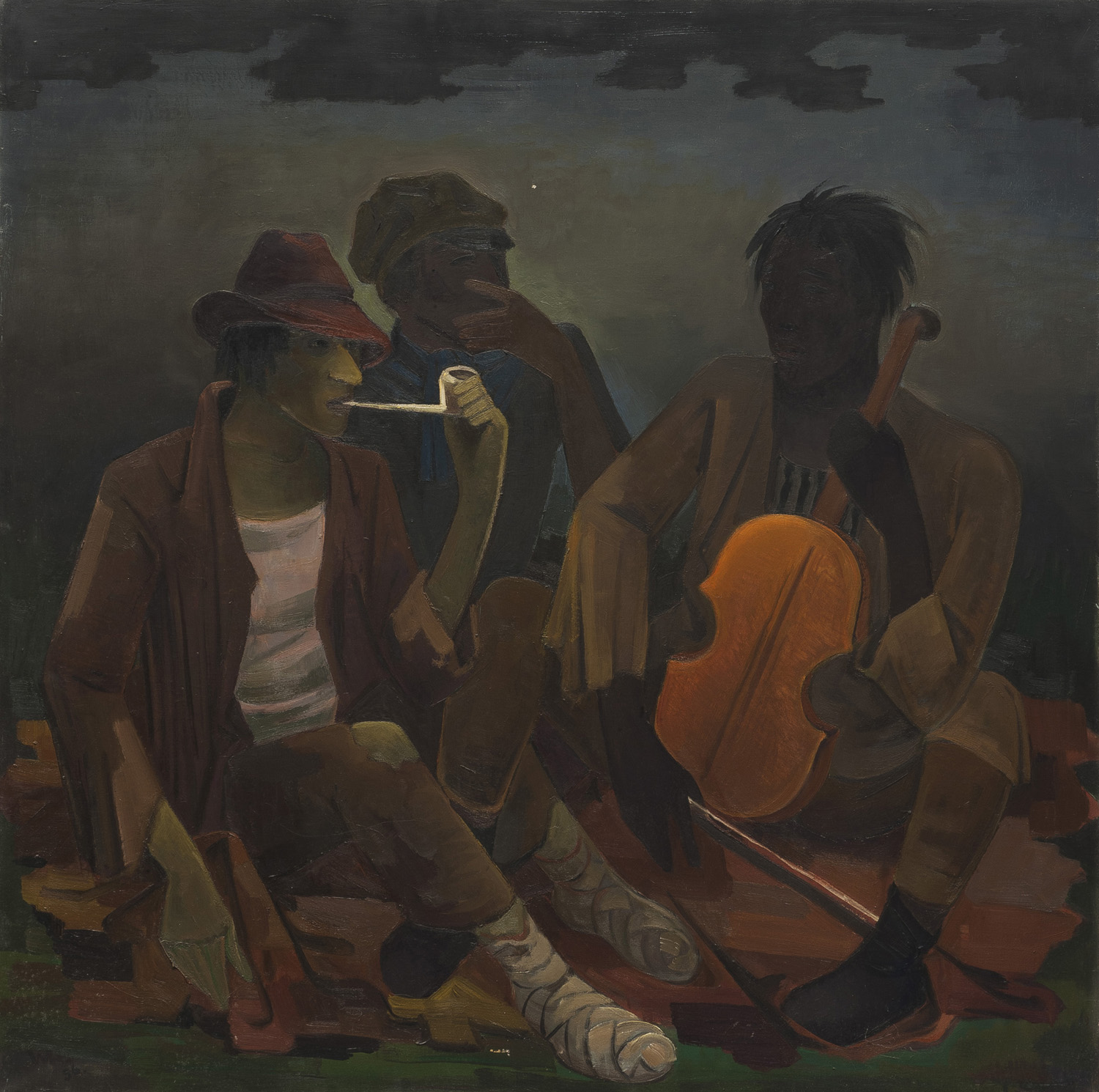
Landstreicher 1954, Galerie Wolfgang Gurlitt, München 1956
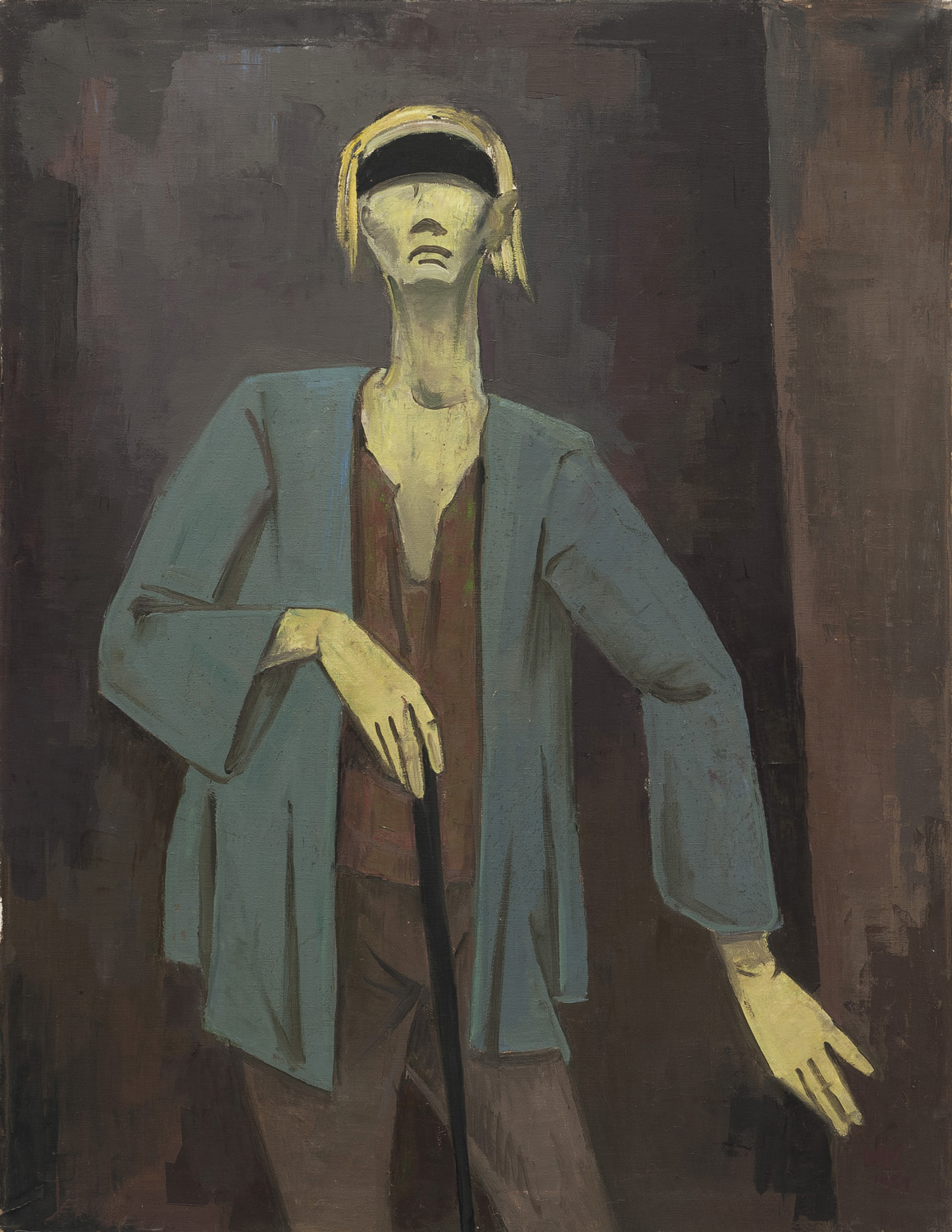
Der Blinde 1954, Galerie Wolfgang Gurlitt, München 1956
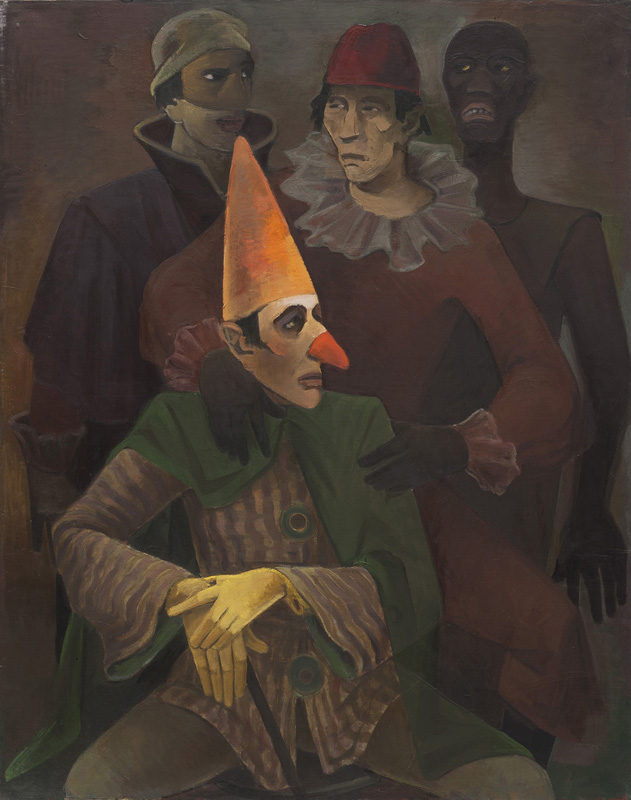
Masken 1956

## Ehrung
- 1955: Bundesverdienstkreuz